# Manoir de Niederzwönitz
Le manoir de Niederzwönitz ou Bergmeistergut est un manoir baroque situé à Niederzwönitz en Saxe, dans l'arrondissement des Monts-Métallifères à 30 km de la république tchèque.

## Historique
La famille von Schönberg acquiert la seigneurie de Stollberg en 1473 dont dépend Zwönitz et Friedrich von Schönberg s'installe dans le manoir de Gelenau en 1533. Son fils Georg hérite des terres de Niederzwönitz en 1554 qui passent à la branche des Schönberg de Thammenhain à la fin du XVIIIe siècle.
Ferdinand Kaspar von Schönberg (1864-1927) rénove le manoir de Niederzwönitz qui servait depuis 1838 de résidence d'été à la famille. Ses derniers propriétaires sont Benno Nikol von Schönberg et son épouse Ursula, née Neubert, qui y demeurent avec leurs six enfants. Ils doivent fuir à l'ouest en 1945 sous peine d'internement et émigrent au Canada en 1952 pour revenir en Allemagne de l'Ouest en 1972, où ils meurent dix ans plus tard. Une de leurs filles, Benedikta Paulig, née Schönberg, achète le manoir en 1992 et son parc de 1,6 ha. Des 547 hectares de forêts et 70 hectares de champs du domaine, 350 hectares ont été petit à petit rachetés.
Les anciens communs, la tour d'entrée, les murs d'enceinte et les bâtiments d'exploitation agricoles sont détruits par les soldats soviétiques en 1947.
Mme Paulig a ouvert en 1999 six chambres d'hôtes au manoir, avec une capacité d'accueil de dix-huit personnes.

## Architecture
Le manoir donne sur une petite cour d'honneur fermée par les deux ailes du manoir et le corps de logis au fond. Celui-ci se présente sous la forme d'un bâtiment baroque avec une toiture à la Mansart d'un étage et deux étages sous les combles. Il a été rénové en 1778, date de l'incendie du village, et de la rénovation du toit ainsi que de la décoration de pierre des façades et des stucs. Le manoir qui servait de foyer pour la jeunesse du temps de la république démocratique allemande, puis de maison de soins, a été entièrement restauré entre 1993 et 1998.

## Source
- (de) Site officiel du manoir de Niederzwönitz